# Loni Qaraba
Loni Qaraba (8 de novembro de 1984) é um futebolista salomonense que atua pela defesa. Atualmente joga no Western United.

## Carreira internacional
Loni estreou pela seleção nacional em 4 de junho de 2012 contra Fiji pela Copa das Nações da OFC de 2012, num jogo que terminou em 0 a 0.

## Títulos
Western United
- Telekom S-League: 2014–15